# Saracrinus varians
Saracrinus varians är en sjöliljeart som först beskrevs av Carpenter 1884.  Saracrinus varians ingår i släktet Saracrinus och familjen Pentacrinitidae. Inga underarter finns listade i Catalogue of Life.